# Sivert Urne
Sivert Knudsen Urne til Rårup (14. april 1603 – 6. februar 1661 i Vindekilde) var en dansk rigsråd og officer.

## Biografi
Han var søn af lensmand Knud Axelsen Urne og Margrethe Eilertsdatter Grubbe og dermed bror til kansler Christoffer Knudsen Urne, til Eiler Urne til Rudbjerggaard, landsdommer Axel Knudsen Urne til Rygård, rigsmarsk Jørgen Knudsen Urne til Rårup og rigsråd Frederik Knudsen Urne til Bregentved.
Han blev 1624 hofjunker hos Christian IV og tillige kammerjunker hos den udvalgte prins Christian. I 1628 blev han overskænk hos kongen, men fratrådte samme år fordi han var blevet prinsens høvedsmand på Malmøhus, hvilket han var til 1632. Da fik han Roskildegård i forlening, som han i 1641 ombyttede med Tryggevælde Len; dette len fratrådte han i 1650 og fik i stedet Bratsberg Len og Gimsø Kloster i Norge; men i 1655 kom han atter til Danmark som lensmand på Odensegård, som han endelig 1658 ombyttede med Dragsholm Len, og dette len beholdt han – med nogen afbrydelse i under svenskekrigene – til sin død i 1661.
I 1632 blev han løjtnant ved Niels Trolles kompagni af den sjællandske rostjeneste, og året efter blev han selv ritmester på Sjælland, hvilken han var frem til 1643, da han skulle ledsage grev Valdemar Christian til Moskva som dennes marskal. Han kom dog allerede hjem i 1644 og tog straks del i krigen med Sverige, nu som oberstløjtnant. I 1645 var han en af de tre landkommissærer på Sjælland, ligesom han sammen med Flemming Ulfeldt blev sendt til Bornholm, dels for at modtage landet tilbage fra Sverige, dels for at holde forhør om øens overgivelse til fjenden.
I 1650 var han oberst ved rostjenesten. I august 1660 blev han optaget i rigsrådet. Selvom han tilførte den gamle adel, blev han stilling ikke svækket ved enevælden, måske nærmest fordi hans holstenske hustru havde dronningens gunst. Han blev ridder af elefantordenen og rigsstaldmester, et embede, der ved hans død i 1661 atter blev nedlagt.

## Familie
Han var to gange gift. Første gang med Helvig Hansdatter Lindenov til Juulskov, en datter af rigsråd Hans Johansen Lindenov, (død 1646 i Køge); anden gang med Cathrine Caisdatter Sehested fra Petersdorf (født 17. februar 1625), der blev gift med generalløjtnant Hans Ahlefeldt; hun døde 18. december 1670.